# Vendetta (film 1995)
Vendetta è un film svedese del 1995 diretto da Mikael Håfström.

## Trama
Due uomini d'affari svedesi vengono rapiti a Roma dalla mafia e trasferiti in Sicilia. Carl Hamilton viene inviato in Sicilia su ordine diretto del governo svedese per negoziare il loro rilascio.